# Hilarion (Szukało)
Hilarion, imię świeckie Roman Wasylowycz Szukało (ur. 3 maja 1951 we Lwowie) – biskup Ukraińskiego Kościoła Prawosławnego Patriarchatu Moskiewskiego.  

## Życiorys

### Młodość i edukacja
Jego rodzina pochodzi z Grodysławic na Chełmszczyźnie (województwo lubelskie) i została przesiedlona do ZSRR w czasie masowych wysiedleń Ukraińców z Polski do ZSRR. Duchowny kultywuje rodzinne związki z Chełmszczyzną; m.in. urządził w swojej rezydencji domową cerkiew ku czci otaczanej kultem przez jej mieszkańców Turkowickiej Ikony Matki Bożej.
W 1968, po nieudanej próbie rozpoczęcia nauki w moskiewskim seminarium duchownym, rozpoczął studia w Instytucie Gospodarstwa Wiejskiego we Lwowie. Uzyskał w nim tytuł kandydata nauk i został nauczycielem w technikum gospodarstwa wiejskiego.
W 1980 wstąpił do seminarium duchownego w Odessie. Po roku został wyświęcony na diakona i skierowany do pracy duszpasterskiej w soborze Świętych Piotra i Pawła w Woroszyłowgradzie. W 1983 otrzymał święcenia kapłańskie. Od 1987 służył w soborze św. Mikołaja w Starobielsku. W tym samym roku podjął wyższe studia teologiczne na Moskiewskiej Akademii Duchownej. W 1989 otrzymał godność protojereja.

### Biskup
22 września 1991 złożył wieczyste śluby zakonne, przyjmując imię Hilarion na cześć świętego mnicha Hilariona Pieczerskiego. 27 września tego samego roku otrzymał godność archimandryty, zaś dwa dni później odbyła się jego chirotonia na biskupa iwano-frankowskiego. W styczniu 1992 metropolita kijowski Filaret wyznaczył go do objęcia zarządu eparchii czerniowieckiej, zaś jego następcą na katedrze iwano-frankowskiej uczynił zajmującego do tej pory katedrę czerniowiecką biskupa Onufrego. Ten jednak odmówił wyjazdu z Czerniowców, zgromadził wokół siebie grupę przeciwników autokefalii i uniemożliwił biskupowi Hilarionowi objęcie nowych obowiązków. 
W kwietniu 1992, tj. po odsunięciu metropolity Filareta z katedry kijowskiej, został przeniesiony na katedrę chersońską. 23 listopada 1995 otrzymał godność arcybiskupa, zaś w 1996 objął katedrę doniecką. Od 2000 nosi tytuł metropolity. W okresie sprawowania przez niego urzędu biskupa donieckiego liczba czynnych cerkwi w eparchii wzrosła pięciokrotnie; do tej pory działalność Cerkwi w regionie była, z powodu radzieckich represji, praktycznie niezauważalna.
W czasie pomarańczowej rewolucji razem z grupą innych prorosyjsko nastawionych hierarchów Kościoła (metropolici odeski Agatangel oraz ługański Joannicjusz) popierał Wiktora Janukowycza, określając go jako prawowitego prezydenta. Jego kontrkandydata Wiktora Juszczenkę nazwał „sługą szatana”.
W czerwcu 2014 odmówił działaczom separatystycznym z Ukrainy wschodniej poparcia Cerkwi. Obydwie walczące strony wezwał do przerwania walk i poszukiwania pokojowych rozwiązań. Wiernych wezwał natomiast do ścisłego tygodniowego postu w intencji zakończenia konfliktu. 
Obok metropolity odeskiego Agatangela był czołową postacią promoskiewskiego skrzydła Ukraińskiego Kościoła Prawosławnego Patriarchatu Moskiewskiego, niechętnego staraniom o autokefalię ukraińskiej Cerkwi. Jego nazwisko pojawia się w bazie danych Centrum „Myrotworeć”.
W 2024 r. Święty Synod Rosyjskiego Kościoła Prawosławnego przeniósł go w stan spoczynku, wyznaczając terytorium eparchii symferopolskiej jako jego przyszłe miejsce pobytu.